# 河 (交響曲)
交響曲『河』（Sinfonia "Il Fiume" para Banda）は、ユリアーン・アンドリーセンが1984年に作曲した吹奏楽のための交響曲。

## 概要
オランダの音楽著作権管理団体のBUMA（en）の基金、オランダ公共放送のVARA（en）、ケルクラーデの世界音楽コンクール（nl:WMC）の委嘱により、1985年7月5日から28日にかけて行われた第10回世界音楽コンクールの吹奏楽部門の課題曲として作曲された。
初演は、1984年12月9日にオランダ南東部ヴェールトのボスホーフェン体育館で、ノルベール・ノジー（Norbert Nozy）の指揮、トルン聖ミハエル吹奏楽団（Harmonieorkest "St. Michaël" Thorn）の演奏により行われた。
特定の河川を描写したものではなく、人生や絶え間なく流れる音楽を川に見立てている。曲名はイタリア語で付けられており、本来は「イル・フィウーメ」のように読まれるが、日本では「イル・フィウム」のカナ表記で広まっている。
演奏時間はスコアの記載で約19分30秒。楽譜は1984年にオランダのモレナール（Molenaar N. V.）から出版された。

## 編成
| 木管 | 木管                 | 金管  | 金管 | 弦・打 | 弦・打                                            |
| ---- | -------------------- | ----- | ---- | ------ | ------------------------------------------------- |
| Fl.  | 2, Picc.             | Crnt. | 3    | Cb.    | ●                                                 |
| Ob.  | 2                    | Hr.   | 4    | Timp.  | ●                                                 |
| Fg.  | 2                    | Tbn.  | 3    | 他     | B.D., S.D., Cym., T.D., Tam-T., T.B., Xylo., Vib. |
| Cl.  | 3, E♭, Bass          | Bar.  | 1    | 他     | B.D., S.D., Cym., T.D., Tam-T., T.B., Xylo., Vib. |
| Sax. | Alt. 2 Ten. 2 Bar. 1 | Tub.  | 2    | 他     | B.D., S.D., Cym., T.D., Tam-T., T.B., Xylo., Vib. |

## 構成
古典的な4楽章形式の交響曲として書かれている。
第1楽章 レント・アレグロ（Lento Allegro）
Lento (♩=±76) 3/4拍子 - Allegro deciso (=±152) 4/4拍子
ソナタ形式、約6分半
第2楽章 アダージョ（Adagio）
Adagio (♩=±66) 4/4拍子
バラード、約4分
第3楽章 スケルツォ（Scherzo）
Allegro scherzando (♩.=±144) 9/8拍子
三部形式のスケルツォ、約3分半
第4楽章 アレクロ・ヴィヴァーチェ（Allegro Vivace）
Lento 3/4拍子 - Allegro vivace (♩=±168) 3/4拍子
ロンド形式、約5分